# Aljibes árabes de Jairán
Los aljibes árabes de Jairán son una obra de ingeniería hidráulica andalusí situada en Almería (provincia de Almería, Andalucía, España), mandada construir en el siglo XI bajo el mandato de Jairán, rey de taifa de Almería.

## Historia
Los aljibes formaban parte de la red hídrica creada para el abastecimiento de la población y las tropas. Dicha canalización no surtía de agua a los domicilios privados, así que se recurría a las fuentes y pilares públicos.
Según al-Himyari, fue Jairán, cuyo reinado se extendió entre el 1012 y el 1028, quien ordenó la creación de la conducción de agua desde las fuentes de Alhadra y del aljibe, situadas extramuros de la ciudad amurallada, mientras que el también historiador al-Udri sitúa su construcción bajo el reinado de su sucesor Zuhaír (1028-1038). Tradicionalmente, no obstante, se les conoce con el nombre de aljibes de Jairán.
Una acequia subterránea de alrededor de 6400 metros transportaba el agua desde las citadas fuentes de Alhadra hasta la principal entrada, al noreste de la ciudad, la Puerta de Pechina, sita en el lugar donde hoy se encuentra la Puerta de Purchena. De los aljibes quedan hoy día restos en la calle Tenor Iribarne (antigua calle de los Aljibes), conservándose tres naves de ladrillo comunicadas entre sí, con bóveda de medio cañón octogonal sostenida por pilares romanos y arcos califales.
El volumen de agua almacenada era de 630 000 litros, cantidad suficiente para abastecer a una ciudad de 30 000 habitantes, como era Almería en el siglo XI, durante un largo asedio.
Esta construcción fue ampliada en tiempos del rey Ibn Sumadih con una nueva canalización que llegaba hasta la mezquita aljama y abastecía al resto de la ciudad. Este aljibe siguió en uso hasta bien entrado el siglo XIX, hasta la construcción de un nuevo depósito en la hoy conocida como Avenida de Santa Isabel. Hacia 1965 se destruyó una de las naves que formaban el aljibe, quedando hoy solo una más.
Desde 1968 es sede de la peña flamenca El Taranto y, tras una exhaustiva rehabilitación llevada a cabo por el ayuntamiento de Almería, hace también las veces de espacio expositivo y de conferencias, con unos 260 m² de espacio útil.